# Новомихайловська сільська рада (Локтівський район)
Новомиха́йловська сільська рада (рос. Новомихайловский сельский совет) — сільське поселення у складі Локтівського району Алтайського краю Росії.
Адміністративний центр — село Совєтський Путь.

## Населення
Населення — 774 особи (2019; 975 в 2010, 1124 у 2002).

## Склад
До складу сільської ради входять:
| Населений пункт       | Населення, осіб (2002) | Населення, осіб (2010) |
| --------------------- | ---------------------- | ---------------------- |
| Новомихайловка, село  | 272                    | 239                    |
| Совєтський Путь, село | 852                    | 736                    |